# The Giant Claw
The Giant Claw (bra: A Ameaça Vem do Polo) é um filme estadunidense de 1957, dos gêneros terror e ficção científica, dirigido por Fred F. Sears para a Clover Productions.

## Elenco
- Jeff Morrow...Mitchell "Mitch" MacAfee
- Mara Corday...Sally Caldwell
- Morris Ankrum...general Edward Considine
- Louis Merrill...Pierre Broussard
- Edgar Barrier...dr. Karol Noymann
- Robert Shayne...general Van Buskirk
- Frank Griffin...piloto Pete
- Clark Howat...major Bergen
- Morgan Jones...tenente

## Sinopse
Pássaro gigante e voraz, capaz de voar à velocidade da luz, aterroriza a população mundial destruindo tudo o que encontra.